# Munherpes

Munsår på grund av munherpes

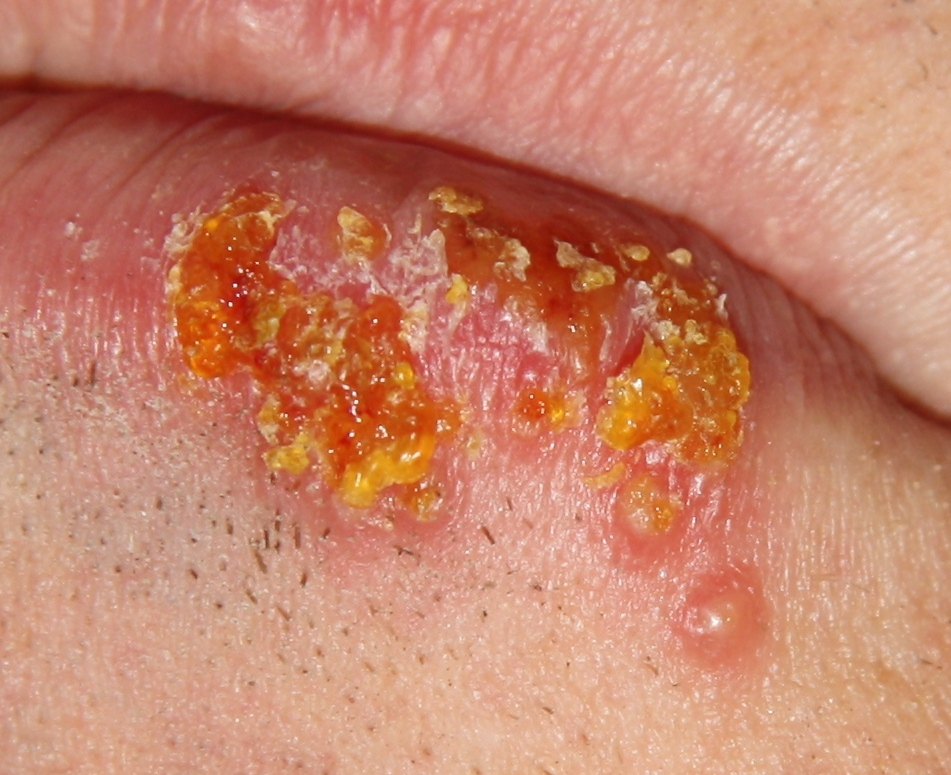
Närbild på varblåsor, som är ett tämligen säkert tecken på munherpes.

Munherpes, även kallad labial herpes eller läppherpes, är en typ av munsår som orsakas av något av viruset herpes simplex två undervarianter: HSV-1 och HSV-2.
Många människor över hela världen har viruset vilande i kroppen och det finns uppgifter om att antalet virusbärare är mellan 70 och 95% i olika befolkningsgrupper av världens befolkning. Infektionen är livslång och viruset ligger för det mesta latent, men som regel med recidiverande återfall vid stress, intensiv sol, menstruation, eller efter en förkylning. Det har också påträffats varianter av herpesvirusen HSV-1 och HSV-2 där viruset är kontinuerligt aktivt. Viruset påverkar uttrycken av ca 80 gener av vilka flera är immunogena eller deltar i nukleinsyremetabolismen.
Den vanligaste typen av munsår är grupper av små vätskefyllda varblåsor runt och på läpparna. De första tecknen på munherpes brukar vara stickningar på stället där såret kommer att uppkomma.  Sedan munherpes brutit ut kan läpparna bli svullna och ömma, och en allmän sjukdomskänsla kan medfölja såret. Munsåret uppträder först som röda små blåsor vilka snart får en gul vätska. Allt eftersom munsåret fortskrider anhopas som regel blåsorna. I slutfasen är blåsorna täckta av gul-orange, koagulerat var. När det koagulerade varet ramlar bort kan det klia, men att framkalla sår förlänger läkningen. Efter att varblåsorna läkt ut, är området rosa. I samband med utbrottet kan personen få ont i halsen och svårigheter att svälja, feber, svullna körtlar i t.ex. halsen, influensaliknande symtom som muskelvärk och huvudvärk. Primärinfektionen är oftast värst.
Utan behandling och utan komplikationer brukar såret läka ut mellan en och två veckor. Nästa utbrott uppkommer i nästan samtliga fall på exakt samma ställe på läppen. I ett fåtal fall kan ett virusutbrott leda till infektioner i centrala nervsystemet. Diagnos ställs som regel symtomatiskt, men kan också ske genom blodprov vid särskilt allvarliga fall.
Smittan sprids vid direktkontakt och genom sekundär överföring, t.ex. genom läppstift, samrökning av cigaretter, delande av dryckesglas eller handdukar, kyssar eller sex, och oralsex kan sprida viruset från läppar till könsorgan och vice versa. Viruset påträffas också i sperma.
Läkemedel med aciklovir lindrar symptomen för munherpes, och påskyndar läkningen. Det finns också receptbelagda tabletter för svåra fall. Vid utbrott är det viktigt att undvika komplikationer (sekundära infektioner i såret) och smittspridning genom att var extra noga med hygienen, inte röra vid blåsorna och därmed sprida viruset på sig själv eller till andra, samt att undvika att såret har direktkontakt med andra eller sårvätska på annat vis hamnar på någon annan. Personer med eksem kan få allvarliga besvär om viruset sprids dit.
En allmänt accepterad teori är att herpesvirus kan leda till utbrott, eller förvärrande, av autoimmunitet. Det skulle i så fall kunna bero på att herpesviruset aktiverar självreaktiva T-celler. Eftersom viruset påträffas i sperma, har forskning bedrivits om samband mellan att vara virusbärare och infertilitet hos någon part, där nyare forskning visar på att viruset ökar risken för ofrivillig barnlöshet, missfall och störningar i fosterutvecklingen.